# Juan José Elhuyar
Juan José Elhuyar Lubize (n. 15 iunie 1754, Logroño, La Rioja, Spania – d. 20 septembrie 1796, Bogotá, Columbia) a fost un chimist și mineralog spaniol, cunoscut a fi primul care a izolat wolframul (alături de fratele său Fausto Elhuyar în 1783.
S-a născut în Logroño, în nordul Spaniei, și a murit în Santafé de Bogotá, New Granada (Columbia de astăzi), la 42 de ani. 